# Metis (vệ tinh)

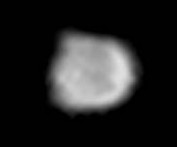
Hình Metis từ tàu Galileo

Metis (phiên âm tiếng Anh: /ˈmiːts/; tiếng Hy Lạp: Μήτις), còn biết đến với tên gọi: Jupiter XVI (Jupiter có nghĩa là Sao Mộc trong tiếng Anh), là một trong những vệ tinh tự nhiên của Sao Mộc. Nó được phát hiện năm 1979 qua các ảnh chụp từ tàu Voyager 1 và được đặt tên chính thức vào năm 1983 là Metis, người vợ đầu tiên của thần Zeus trong thần thoại Hy Lạp. Từ giữa năm 1996 cho đến tháng 9 năm 2003, các quan sát từ tàu vũ trụ Galileo đã chụp được ảnh bề mặt của vệ tinh này.
Do hiệu ứng khóa thủy triều giữa Metis và Sao Mộc nên nó có hình dạng không đối xứng, với đường kính bao lớn nhất lớn hơn gấp hai lần đường kính bao nhỏ nhất. Nó cũng là một trong hai vệ tinh có chu kỳ quỹ đạo quanh Sao Mộc nhỏ hơn chu kỳ tự quay của Sao Mộc, vệ tinh kia là Adrastea. Metis là vệ tinh nằm trong vành đai Sao Mộc và cung cấp lượng lớn vật chất cho vành đai này.

## Khám phá và quan sát
Metis được Stephen P. Synnott phát hiện vào năm 1979 khi ông đang kiểm tra các bức ảnh từ tàu Voyager 1 và có tên chỉ định ban đầu là S/1979 J 3. Năm 1983, nó được đặt tên theo Metis, một nữ thần trong thần thoại Hy Lạp. Trong thần thoại Hy Lạp, Metis là một vị thần tượng trưng cho trí tuệ và là vợ đầu của thần Zeus. Các bức ảnh của tàu Voyager 1 chỉ cho thấy Metis là một chấm nhỏ trong vành đai của Sao Mộc, và do đó, những hiểu biết của chúng ta về nó cũng hạn chế cho đến khi tàu vũ trụ Galileo tới thăm dò nó như một phần trong sứ mệnh đến Sao Mộc. Tàu Galileo chụp nhiều bức ảnh rõ nét về nó và phân tích thành phần, đặc điểm của nó qua những bức ảnh này.
Tàu không gian Juno thực hiện sứ mệnh đến Sao Mộc vào năm 2016 mang theo một máy ảnh tên JunoCam giúp chụp được những hình ảnh rõ nét hơn của vệ tinh Metis và Adrastea.

## Đặc điểm vật lý
Metis có hình dạng bất thường và kích thước vào khoảng 60 × 40 × 34 km, trở thành vệ tinh nhỏ thứ 2 trong số 4 vệ tinh nằm gần Sao Mộc nhất. Diện tích bề mặt của nó nằm trong từ 5.800 đến 11.600 km². Thành phần và khối lượng chính xác của nó chưa được xác định, nhưng người ta ước tính rằng khối lượng riêng của nó bằng với Amalthea (~ 0,86 g/cm³), từ đó suy ra khối lượng của nó vào khoảng ~ 3,6 × 1016 kg. Từ khối lượng riêng hàm ý rằng nó có thể chứa khoảng 10 – 15% là nước.
Bề mặt của Metis có nhiều hố va chạm, tối và có màu sắc dường như là đỏ. Có một sự chênh lệch khác biệt rõ rệt giữa bán cầu hướng về Sao Mộc và bán cầu hướng ra ngoài. Đó là bán cầu hướng về Sao Mộc sáng hơn 1,3 lần so với bán cầu kia. Sự bất đối xứng này có thể là do sự chênh lệch vận tốc ở hai bán cầu, mà trong đó, vận tốc cao hơn ở bán cầu hướng về Sao Mộc đã tạo ra những luồng gió lớn làm mòn đất đá ở bán cầu này.

## Quỹ đạo và chu kỳ tự quay
Metis là một trong bốn vệ tinh nhỏ nằm gần nhất với Sao Mộc. Nó quay quanh Sao Mộc ở khoảng cách ~ 128.000 km. Quỹ đạo của Metis có độ lệch tâm (~ 0,0002) và độ nghiêng quỹ đạo (~ 0,06°) rất nhỏ so với đường xích đạo của Sao Mộc.
Do hiệu ứng khóa thủy triều, chu kỳ tự quay của nó đồng bộ với chu kỳ quỹ đạo, với trục quay dài nhất hướng thẳng về Sao Mộc.
Metis nằm bên trong bán kính quỹ đạo đồng bộ của Sao Mộc (tương tự như Adrastea), và do vậy lực thủy triều làm bán kính quỹ đạo của nó dần ngắn lại. Nếu nó có khối lượng riêng xấp xỉ của vệ tinh Amalthea, quỹ đạo của nó có thể nằm trong giới hạn Roche; tuy nhiên do nó chưa bị phá vỡ nên quỹ đạo của nó phải nằm ngoài giới hạn Roche.
Metis là vệ tinh có vận tốc quỹ đạo nhanh nhất trong số các vệ tinh của Sao Mộc. Nó quay quanh Sao Mộc với vận tốc 31,5 km/s.

## Mối liên hệ với vành đai Sao Mộc

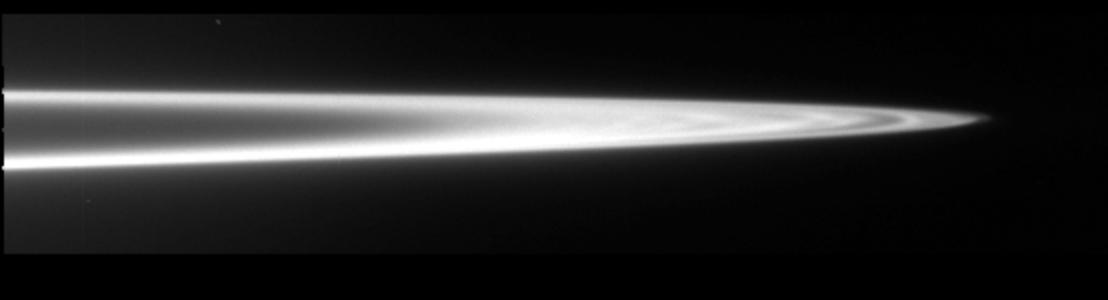
Ảnh chụp vành đai chính từ tàu Galileo ở vị trí ngược với hướng ánh sáng Mặt Trời. Vùng khuyết Metis nhìn thấy một cách rõ ràng.

Quỹ đạo của Metis nằm cách mép trong của vành đai chính Sao Mộc xấp xỉ 1000 km. Quỹ đạo của nó nằm trong một "khoảng trống" hay "vùng khuyết" rộng xấp xỉ ~500 km bên trong vành đai. Khoảng trống này rõ ràng có mối liên hệ nào đó với vệ tinh này nhưng nguồn gốc của mối liên hệ này vẫn chưa được biết. Metis cung cấp một lượng lớn bụi của vành đai chính. Vật liệu này dường như chứa chủ yếu từ những vật liệu bắn ra từ bề mặt của bốn vệ tinh nhỏ bên trong cùng của Sao Mộc từ các vụ va chạm với thiên thạch. Vật liệu bắn ra từ va chạm dễ dàng thoát vào không gian bởi vì bề mặt của các vệ tinh nằm khá gần với biên giới của mặt cầu Hill do tỉ trọng thấp của chúng.